# Pataki János (festő)
Pataki János (Szeged, 1933. április 13. – Miskolc, 2022. március 24.) Kondor Béla-díjas festőművész, grafikus.

## Pályafutása
Dolgozott Budapesten, élt Párizsban is, hosszabb ideig lakott Leninvárosban, majd haláláig Miskolcon élt, a Tulipános házban. Bernáth Aurélt és Ruzicskay Györgyöt tekinti mesterének. Több művészeti ágat művelt. Készített színházi díszleteket, ipari tájak majd kifejező jellemportrék után tárgyakból készített installációkat, táblaképeket festett. Egész életében foglalkoztatta a költészet, számos verset írt. A miskolci Dőry-pince boltíves falain is láthatók festményei. Élete, munkássága nagy hatással van a mai magyar képzőművészetre.

## Kiállításai
- 1960 – Műcsarnok, Nemzeti Tárlat, Budapest
- 1965 – Miskolc
- 1966 – Tiszaszederkény
- 1969 – Tiszaszederkény
- 1967 – Salgótarján
- 1967 – Libresszó, Miskolc
- 1980 – Mednyánszky Terem, Budapest
- 1982 – Derkovits Művelődési Központ, Leninváros
- 1982 – Atrium Hyatt, Budapest [Angyal Lászlóval]; „Repülős és ejtőernyős anyag”
- 1982 – Miskolci Galéria
- 1984 – Tiszai Kőolajipari Vállalat, Leninváros
- 1988 – Cementipari Gépjavító, Miskolc
- 1988 – Mednyánszky Terem, Budapest
- 1990 – Miskolci Nemzeti Színház
- 1996 – Miskolci Képes Műhely; Palota Szálló, Lillafüred „Tekintetek és szituációk”
- 1996 – Megyeháza Galéria, Miskolc
- 1998 – Miskolci Egyetem Galéria
- 1998 – Miskolci Galéria, Miskolc (életmű-kiállítás)
- 2008 – Miskolci Galéria; „kispataki”
- 2013 – Miskolci Galéria, Feledy-ház; „Pataki János 80”

## Díjai
- Kondor Béla-díj (1988)
- Miskolci Téli Tárlat díja (1997)

## Emlékezete

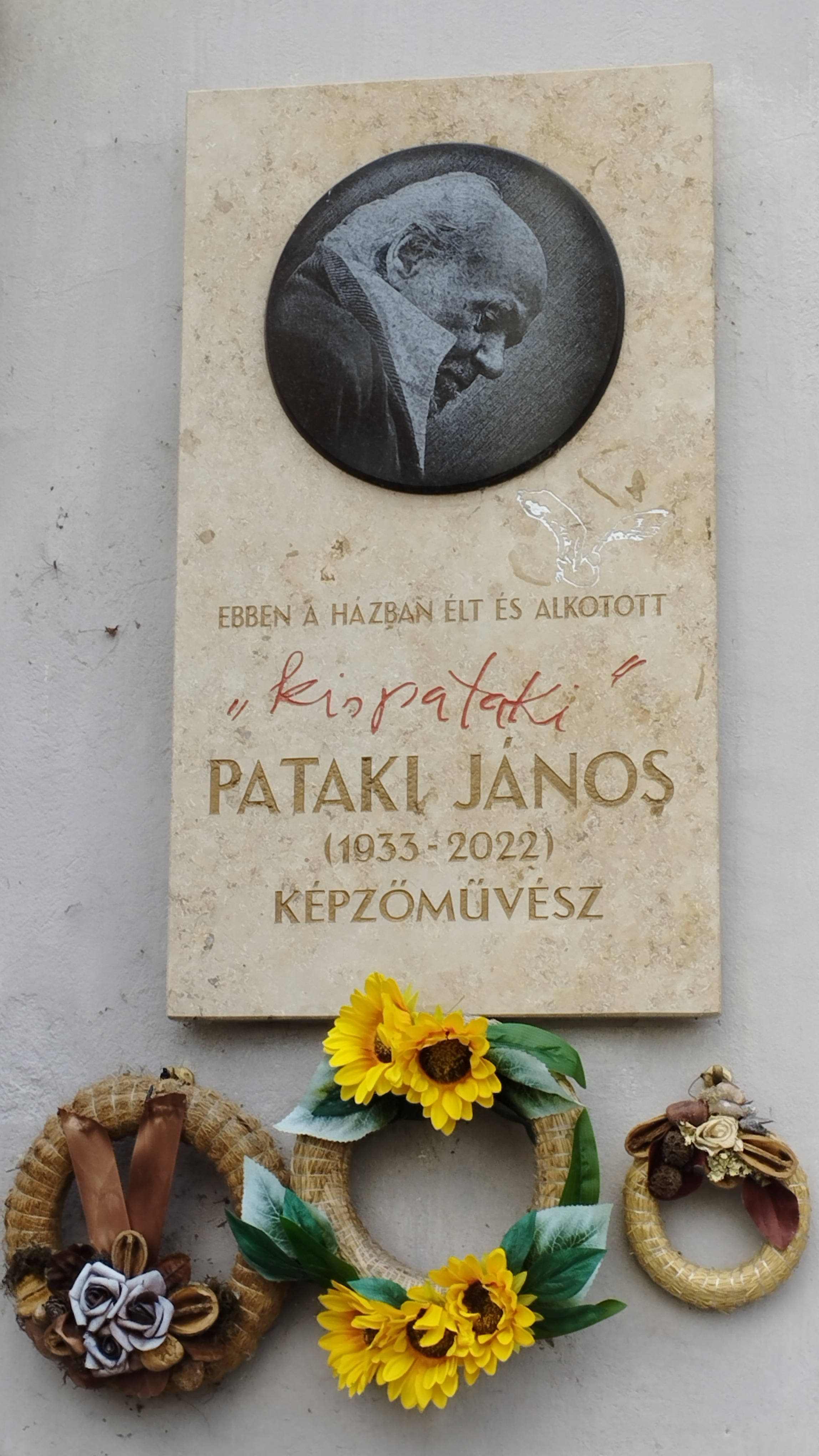
Pataki János képzőművész emléktáblája Miskolc belvárosában a Széchenyi utca és a Király utca délkeleti sarkán, a „Tulipán-tömb” falán

Miskolc belvárosában a Széchenyi utca és a Király utca délkeleti sarkán, a „Tulipán-tömb” falán emléktábla hirdeti, hogy a házban élt és alkotott Pataki János.